# Бродяга Кэнсин: Последняя легенда
«Бродяга Кэнсин: Последняя легенда» (яп. るろうに剣心 伝説の最期編 Rurôni Kenshin: Kyôto taika-hen) — японский художественный фильм 2014 года, поставленный режиссёром Кэйдзи Отомо как продолжение фильма «Бродяга Кэнсин». В главной роли снялся Такэру Сато.

## Сюжет
Продолжение истории о похождениях Кэнсина Химуры, некогда легендарного убийцы, вступившего на путь искупления. На этот раз Кэнсин вступает в противостояние с самим Сисио Макото, злодеем, вознамерившимся свергнуть правительство Мэйдзи и подчинить себе всю Японию. Судьба страны висит на волоске, и скиталец-самурай Химура вновь берет в руки меч, к которому он поклялся никогда не прикасаться снова.

## В ролях[2]
- Такэру Сато — Химура Кэнсин, бывший хитокири, а ныне бродяга, давший обет никого не убивать.
- Эми Такэи — Камия Каору, владелец школы Кэндо, доставшегося ей от отца.
- Мунэтака Аоки — Сагара Саносукэ, уличный боец, друг Кэнсина.
- Ю Аой — Такани Мэгуми, врач, которую заставили производить опиум.
- Тацуя Фудзивара — Сисио Макото, бывший хитокири, глава Дзюппонгатана, задумавший государственный переворот.
- Такэто Танака — Мёдзин Яхико, единственный ученик Каору в додзё.
- Ёсукэ Эгути — Сайто Хадзимэ, бывший капитан 3 отделения Синсэнгуми, полицейский
- Эйдзи Окуда — Ямагата Аритомо, высокопоставленный член правительства Мэйдзи, начальник Сайто.
- Мэридзюн Такахаси — Комагата Юми, бывшая ойран, любовница Сисио.
- Рюносукэ Камики — Сэта Содзиро.
- Юсукэ Исэя — Синомори Аоси.
- Тао Цутия — Макимати Мисао.
- Мин Танака — Окина, глава Онивабансю.
- Масахару Фукуяма — Хико Сэйдзюро, учитель Кэнсина.

## Производство
Весь процесс создания сиквела «Rorouni Kenshin», состоящего из двух частей — от планирования до завершения — занял 20 месяцев с общим бюджетом производства в 3 миллиарда йен. Съемки заняли в общей сложности шесть месяцев — один месяц сверх графика.